# Apollon citharède de Pompéi
Pour les articles homonymes, voir Apollon (homonymie).
L'Apollon citharède de Pompéi est une statue antique en bronze de 68 cm de hauteur d'origine grecque et provenant des environs de Pompéi. Datée du IIe siècle av. J.-C. ou Ier siècle av. J.-C., c'est un des rares bronzes grecs antiques parvenus jusqu'à nous.

## Historique
La statue aurait été découverte dans des ruines aux environs de Pompéi au XVIIIe ou au XIXe siècle et déplacée dans des circonstances inconnues. Retrouvée en main privée sur le territoire français en 1922 (collection Xavière et Joseph Durighello), elle est classée trésor national le 6 avril 2017 puis mise en vente en 2019 chez Christie's.
Estimée 6,7 millions d'euros, le musée du Louvre se porte acquéreur privilégié le 27 mars 2020. Son plan de financement est composé par un mécénat de la Société des Amis du Louvre de 3,5 millions d'euros, divers autres mécénats privés et un appel aux dons du public sous le vocable « Tous mécènes : Mission Apollon » qui réunit les 800 000 euros manquants, grâce à la souscription de plus de 6 600 donateurs. C'est la dixième opération d'acquisition de ce type après notamment le tableau Les Trois Grâces de Cranach l'Ancien en 2010 et le Livre d’Heures de François Ier en 2017.
Si la statue n'avait pas été enfouie sous les cendres du volcan, elle ne nous serait probablement pas parvenue comme les milliers de statues de bronze de l'antiquité grecque et romaine. En effet ces statues ont été refondues pour récupérer les alliages afin de fabriquer dans la majorité des cas des armes ou de la vaisselle.
Il est probable que la statue était une statue d'appartement décorative, plutôt que religieuse.

## Description

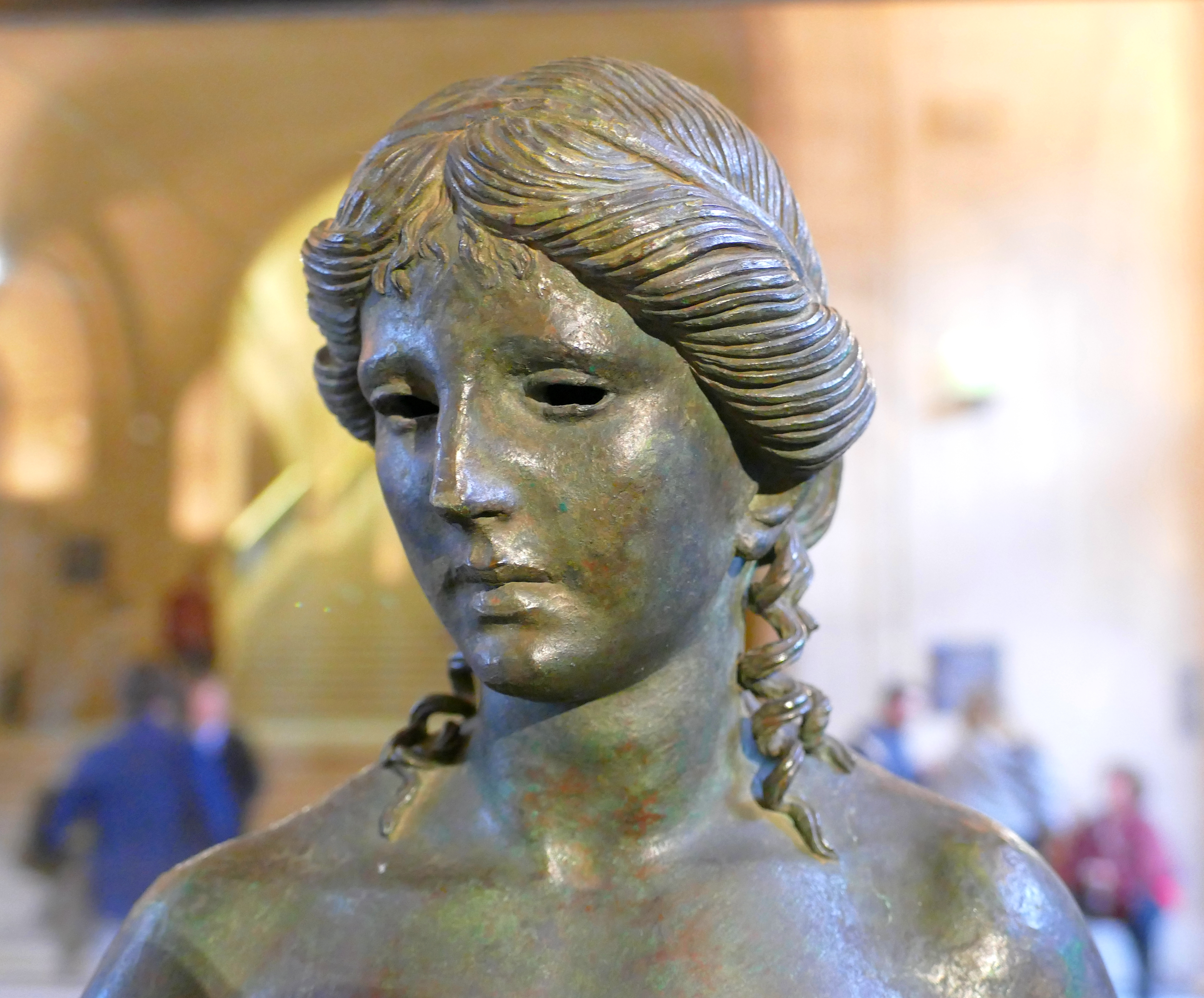
L'Apollon citharède de Pompéi, détail.

La statue en bronze d'une hauteur de 68 cm est restée en très bon état. Fondue avec la technique de la cire perdue en plusieurs grandes parties assemblées ensuite, elle comporte aussi quelques éléments mineurs rapportés. La position du bras gauche et des traces sur la hanche gauche permettent d'imaginer la présence d'une lyre ou d'un cithare aujourd'hui perdu. La main droite tient un plectre, objet servant à gratter les cordes de l'instrument. L'allure générale, l'instrument, la nudité, et la coiffure permettent de reconnaître une représentation d'Apollon.
La coiffure est particulièrement soignée, les mèches de cheveux sont séparées par une raie médiane, sur chaque coté elles sont glissées autour d'un fin bandeau, à l'arrière elles forment par la même technique un chignon ou crobylos. Derrière les oreilles, quelques mèches torsadées s'échappent du bandeau, elles ont été coulées à part et soudées ensuite. Les yeux sont vides, mais à l'origine, ils devaient être figurés par une incrustation de divers matériaux tels que l'ivoire, l'albâtre, le marbre, le cuivre ou l'or fixés par une substance adhésive telle que du bitume . Il n'y a pas de socle ni d'inscription. Sa qualité d’exécution laisse penser à une importation de Grèce.
La teinte foncée actuelle de la statue est due à la corrosion. Au sortir de l'atelier, les bronzes avaient une couleur proche d'un or plus ou moins rosé en fonction de la teneur en étain de l'alliage cuivreux .

## Étude stylistique
Typique des statues décoratives disposées dans les atrium ou les triclinium des riches villas romaines, cet Apollon est cependant caractérisé par une apparence presque androgyne. La poitrine est développée, les cuisses sont charnues et la musculature peu apparente. Le déhanchement, l'attitude en contrapposto sont accentués, ces éléments permettent une datation de la fin du IIe siècle av. J.-C., vers la fin de la période hellénistique. Le modèle d'origine des Apollons citharèdes remonte au type de l'Apollon de Mantoue, apparu au Ve siècle av. J.-C., dont une copie en marbre est conservée au Louvre et dont des déclinaisons ont été retrouvées notamment à Pompéi.

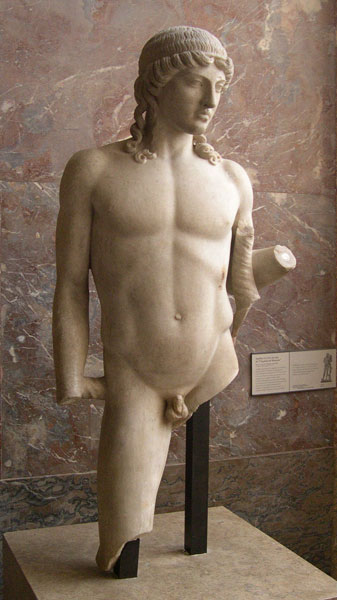
L'Apollon de Mantoue, marbre, musée du Louvre.
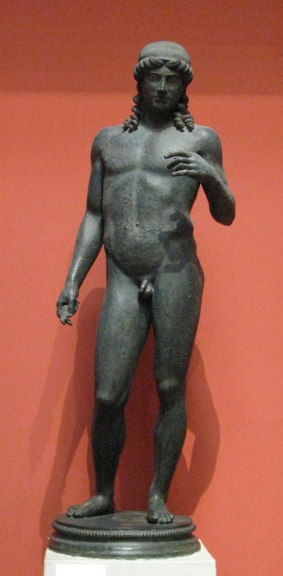
Autre version de l'Apollon citharède, Moscou, musée des Beaux-Arts Pouchkine, copie, l'original provenant aussi de Pompéi.
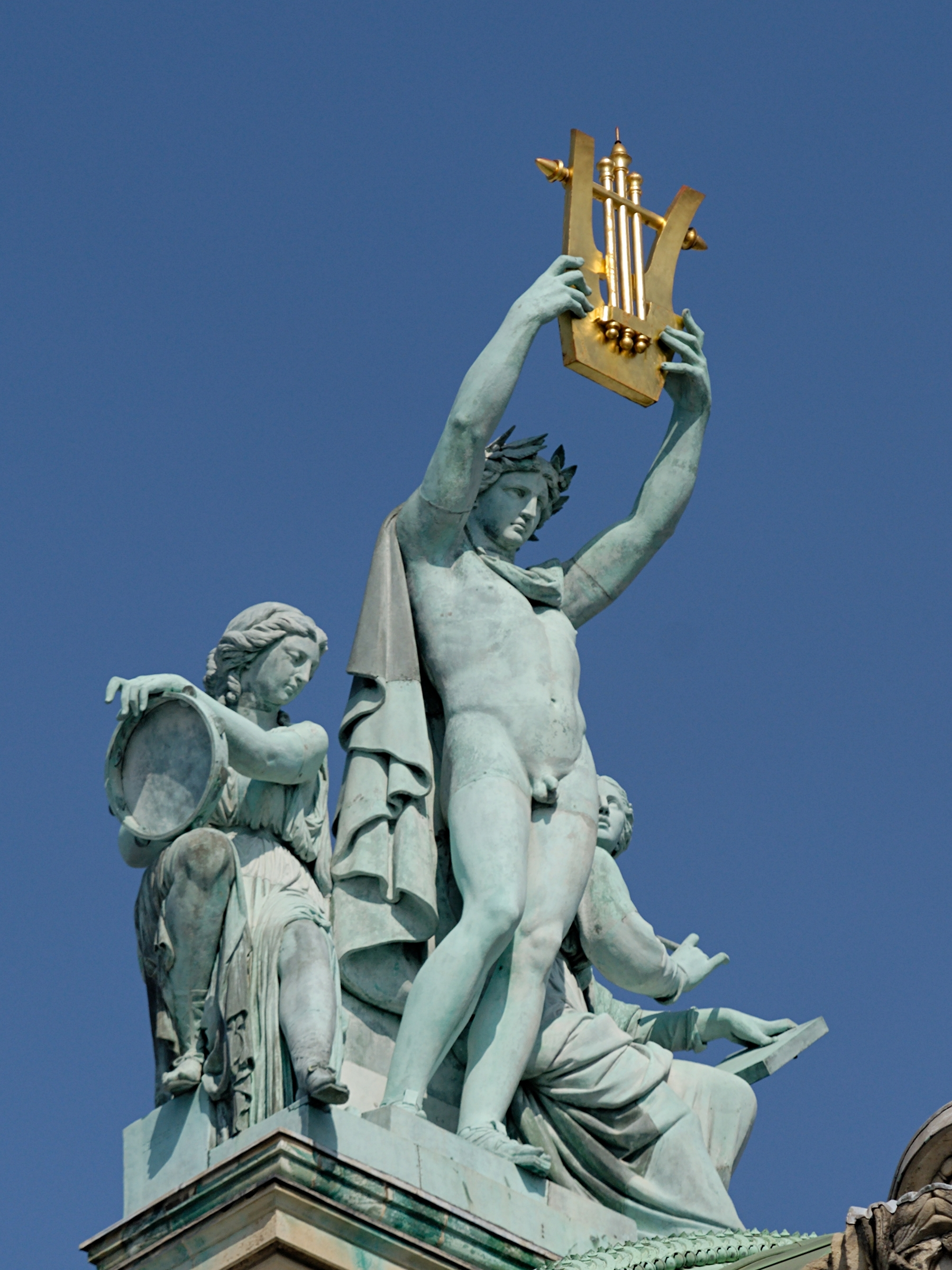
La lyre ou le cithare, attribut d'Apollon, groupe par Aimé Millet, vers 1865. Opéra Garnier
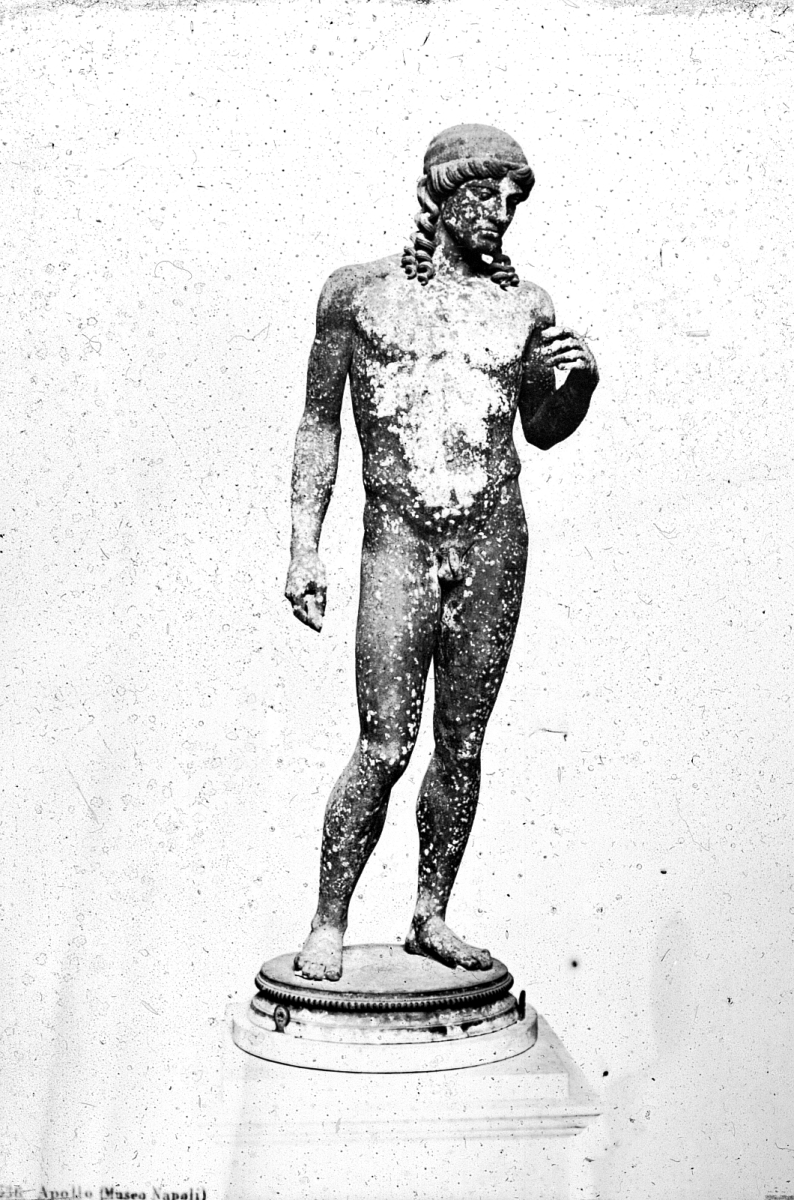
Apollon citharède du musée archéologique de Naples, copie du milieu du Ier siècle av. J.-C. dérivée de l'Apollon de Mantoue, trouvé à Pompéi, casa del Citarista (I, 4, 25).